# Papp László (építész)
Papp László (Debrecen, 1929–) magyar építészmérnök. Építészmérnöki oklevelének száma: 364/1955. Elnöke volt New York Állam építész szövetségének és igazgatója az American Institute of Architects országos szakmai egyesületnek is. 2011-ben a Budapesti Műszaki és Gazdaságtudományi Egyetem Szenátusa aranydiploma adományozásával ismerte el értékes mérnöki tevékenységét.

## Szakmai tevékenysége
Hazai tevékenysége során 1956-ig a Városépítési Tervező Vállalatnál (VÁTI), majd később a Lakó- és Kommunális Épületeket Tervező Vállalatnál (LAKÓTERV) több megvalósult épületet tervezett. Kikerülve az Egyesült Államokba, saját építész tervezői munkát folytatott, nyugalomba vonulásáig. Ugyanakkor elnöke volt New York Állam építész szövetségének és igazgatója az American Institute of Architects országos szakmai egyesületnek is.

## Külső hivatkozások
- http://www.foto.bme.hu